# Pierre-Paul Royer-Collard
Pierre-Paul Royer-Collard, född den 21 juni 1763, död den 4 september 1845, var en fransk statsman och filosof.
Royer-Collard blev advokat 1789 och var professor i filosofi vid universitetet i Paris (1811-14). Som ung advokat deltog han livligt i den franska revolutionen och blev under direktoriet medlem av "de femhundrades råd". Efter restaurationen hyllade han som deputerad en moderat liberalism och förvärvade som deputeradekammarens president stor popularitet. Mot 1830 års revolution förhöll han sig delvis avvisande. 
I den franska filosofins historia gjorde Royer-Collard en betydelsefull insats genom att emot Condillacs sensualism ha infört den skotska skolans mera moderat empiristiska principer, i det att han sätter varseblivningen i stället för sensationen som kunskapskälla och försvarar subjektets perdurerande identitet mot teorin om jaget som en summa av växlande sensationer. Han utgav inga skrifter, men delar av hans föreläsningar har införts i inledningen till Jouffroys översättning av Reids arbeten (1828).